# 13e étape du Tour d'Italie 2020
Pour un article plus général, voir Tour d'Italie 2020.
La 13e étape du Tour d'Italie 2020 se déroule le vendredi 16 octobre 2020, entre Cervia et Monselice, sur une distance de 192 km.

## Déroulement de la course
L'équipe Bora-Hansgrohe durcit la course dans la première côte du final, distançant ainsi des sprinteurs comme Arnaud Démare. Grâce à ses équipiers, le maillot cyclamen parvient à recoller au pied de la seconde côte. L'accélération de Diego Ulissi dans les premières pentes de l'ascension fait exploser le peloton. Démare est distancé rapidement, mais Peter Sagan va lui aussi lâcher prise avant le sommet. Le maillot bleu passe ensuite en tête au sommet. La formation Deceuninck-Quick Step fait un gros travail pour empêcher le retour du groupe Sagan et du groupe maillot cyclamen. Diego Ulissi remporte le sprint final, devançant João Almeida et Patrick Konrad. Almeida conforte ainsi son maillot rose, avec 40 secondes d'avance sur Kelderman et 49 sur Bilbao.

## Résultats

### Classement de l'étape
| \| Classement de l'étape \| Classement de l'étape \| Classement de l'étape \| Classement de l'étape \| Classement de l'étape \| \| Coureur \| Coureur \| Pays \| Équipe \| Temps \| \| --------------------- \| --------------------- \| --------------------- \| --------------------- \| --------------------- \| \| 1er \| Diego Ulissi \| Italie \| UAE Team Emirates \| 4 h 22 min 18 s \| \| 2e \| João Almeida \| Portugal \| Deceuninck-Quick Step \| + 0 s \| \| 3e \| Patrick Konrad \| Autriche \| Bora-Hansgrohe \| + 0 s \| \| 4e \| Tao Geoghegan Hart \| Royaume-Uni \| Ineos Grenadiers \| + 0 s \| \| 5e \| Mikkel Honoré \| Danemark \| Deceuninck-Quick Step \| + 0 s \| \| 6e \| Sergio Samitier \| Espagne \| Movistar Team \| + 0 s \| \| 7e \| Jakob Fuglsang \| Danemark \| Astana \| + 0 s \| \| 8e \| Pello Bilbao \| Espagne \| Bahrain McLaren \| + 0 s \| \| 9e \| Vincenzo Nibali \| Italie \| Trek-Segafredo \| + 0 s \| \| 10e \| Jai Hindley \| Australie \| Team Sunweb \| + 0 s \| |                    |             |                       |                 |
| |                    |             |                       |                 |
| Source : ProCyclingStats |                    |             |                       |                 |
| Classement de l'étape |                    |             |                       |                 |
| Coureur | Coureur            | Pays        | Équipe                | Temps           |
| 1er | Diego Ulissi       | Italie      | UAE Team Emirates     | 4 h 22 min 18 s |
| 2e | João Almeida       | Portugal    | Deceuninck-Quick Step | + 0 s           |
| 3e | Patrick Konrad     | Autriche    | Bora-Hansgrohe        | + 0 s           |
| 4e | Tao Geoghegan Hart | Royaume-Uni | Ineos Grenadiers      | + 0 s           |
| 5e | Mikkel Honoré      | Danemark    | Deceuninck-Quick Step | + 0 s           |
| 6e | Sergio Samitier    | Espagne     | Movistar Team         | + 0 s           |
| 7e | Jakob Fuglsang     | Danemark    | Astana                | + 0 s           |
| 8e | Pello Bilbao       | Espagne     | Bahrain McLaren       | + 0 s           |
| 9e | Vincenzo Nibali    | Italie      | Trek-Segafredo        | + 0 s           |
| 10e | Jai Hindley        | Australie   | Team Sunweb           | + 0 s           |

### Points attribués pour le classement par points
| Sprint intermédiaire Rovigo (km 118,5) | Sprint intermédiaire Rovigo (km 118,5) | Sprint intermédiaire Rovigo (km 118,5) | Sprint intermédiaire Rovigo (km 118,5) | Sprint intermédiaire Rovigo (km 118,5) |
| -------------------------------------- | -------------------------------------- | -------------------------------------- | -------------------------------------- | -------------------------------------- |
|                                        | Coureur                                | Pays                                   | Équipe                                 | Point(s)                               |
| 1er                                    | Simon Pellaud                          | Suisse                                 | Androni Giocattoli-Sidermec            | 12                                     |
| 2e                                     | Lorenzo Rota                           | Italie                                 | Vini Zabù-KTM                          | 8                                      |
| 3e                                     | Alessandro Tonelli                     | Italie                                 | Bardiani CSF Faizanè                   | 6                                      |
| 4e                                     | Geoffrey Bouchard                      | France                                 | AG2R La Mondiale                       | 5                                      |
| 5e                                     | Harm Vanhoucke                         | Belgique                               | Lotto-Soudal                           | 4                                      |
| 6e                                     | Rodrigo Contreras                      | Colombie                               | Astana                                 | 3                                      |
| 7e                                     | Simone Ravanelli                       | Italie                                 | Androni Giocattoli-Sidermec            | 2                                      |
| 8e                                     | Arnaud Démare                          | France                                 | Groupama-FDJ                           | 1                                      |
| modifier                               |                                        |                                        |                                        |                                        |

| Arrivée d'étape Monselice (km 192) | Arrivée d'étape Monselice (km 192) | Arrivée d'étape Monselice (km 192) | Arrivée d'étape Monselice (km 192) | Arrivée d'étape Monselice (km 192) |
| ---------------------------------- | ---------------------------------- | ---------------------------------- | ---------------------------------- | ---------------------------------- |
|                                    | Coureur                            | Pays                               | Équipe                             | Point(s)                           |
| 1er                                | Diego Ulissi                       | Italie                             | UAE Emirates                       | 50                                 |
| 2e                                 | João Almeida                       | Portugal                           | Deceuninck-Quick Step              | 35                                 |
| 3e                                 | Patrick Konrad                     | Autriche                           | Bora-Hansgrohe                     | 25                                 |
| 4e                                 | Tao Geoghegan Hart                 | Royaume-Uni                        | Ineos Grenadiers                   | 18                                 |
| 5e                                 | Mikkel Honoré                      | Danemark                           | Deceuninck-Quick Step              | 14                                 |
| 6e                                 | Sergio Samitier                    | Espagne                            | Movistar                           | 12                                 |
| 7e                                 | Jakob Fuglsang                     | Danemark                           | Astana                             | 10                                 |
| 8e                                 | Peio Bilbao                        | Espagne                            | Bahrain-McLaren                    | 8                                  |
| 9e                                 | Vincenzo Nibali                    | Italie                             | Trek-Segafredo                     | 7                                  |
| 10e                                | Jai Hindley                        | Australie                          | Sunweb                             | 6                                  |
| 11e                                | Wilco Kelderman                    | Pays-Bas                           | Sunweb                             | 5                                  |
| 12e                                | Nicolas Edet                       | France                             | Cofidis                            | 4                                  |
| 13e                                | Rafał Majka                        | Pologne                            | Bora-Hansgrohe                     | 3                                  |
| 14e                                | Ruben Guerreiro                    | Portugal                           | EF Pro Cycling                     | 2                                  |
| 15e                                | Brandon McNulty                    | États-Unis                         | UAE Emirates                       | 1                                  |
| modifier                           |                                    |                                    |                                    |                                    |

### Points attribués pour le classement du meilleur grimpeur
| Roccolo (km 162,5) 4e catégorie (4,3 km à 7,8%) | Roccolo (km 162,5) 4e catégorie (4,3 km à 7,8%) | Roccolo (km 162,5) 4e catégorie (4,3 km à 7,8%) | Roccolo (km 162,5) 4e catégorie (4,3 km à 7,8%) | Roccolo (km 162,5) 4e catégorie (4,3 km à 7,8%) |
| ----------------------------------------------- | ----------------------------------------------- | ----------------------------------------------- | ----------------------------------------------- | ----------------------------------------------- |
|                                                 | Coureur                                         | Pays                                            | Équipe                                          | Point(s)                                        |
| 1er                                             | Geoffrey Bouchard                               | France                                          | AG2R La Mondiale                                | 3                                               |
| 2e                                              | Alessandro Tonelli                              | Italie                                          | Bardiani CSF Faizanè                            | 2                                               |
| 3e                                              | Lorenzo Rota                                    | Italie                                          | Vini Zabù-KTM                                   | 1                                               |
| modifier                                        |                                                 |                                                 |                                                 |                                                 |

| Calaone (km 176,1) 4e catégorie (2,0 km à 10%) | Calaone (km 176,1) 4e catégorie (2,0 km à 10%) | Calaone (km 176,1) 4e catégorie (2,0 km à 10%) | Calaone (km 176,1) 4e catégorie (2,0 km à 10%) | Calaone (km 176,1) 4e catégorie (2,0 km à 10%) |
| ---------------------------------------------- | ---------------------------------------------- | ---------------------------------------------- | ---------------------------------------------- | ---------------------------------------------- |
|                                                | Coureur                                        | Pays                                           | Équipe                                         | Point(s)                                       |
| 1er                                            | Ruben Guerreiro                                | Portugal                                       | EF Pro Cycling                                 | 3                                              |
| 2e                                             | James Knox                                     | Royaume-Uni                                    | Deceuninck-Quick Step                          | 2                                              |
| 3e                                             | Tao Geoghegan Hart                             | Royaume-Uni                                    | Ineos Grenadiers                               | 1                                              |
| modifier                                       |                                                |                                                |                                                |                                                |

### Points attribués pour le classement des sprints intermédiaires
| Sprint intermédiaire Rovigo (km 118,5) | Sprint intermédiaire Rovigo (km 118,5) | Sprint intermédiaire Rovigo (km 118,5) | Sprint intermédiaire Rovigo (km 118,5) | Sprint intermédiaire Rovigo (km 118,5) |
| -------------------------------------- | -------------------------------------- | -------------------------------------- | -------------------------------------- | -------------------------------------- |
|                                        | Coureur                                | Pays                                   | Équipe                                 | Point(s)                               |
| 1er                                    | Simon Pellaud                          | Suisse                                 | Androni Giocattoli-Sidermec            | 10                                     |
| 2e                                     | Lorenzo Rota                           | Italie                                 | Vini Zabù-KTM                          | 6                                      |
| 3e                                     | Alessandro Tonelli                     | Italie                                 | Bardiani CSF Faizanè                   | 3                                      |
| 4e                                     | Geoffrey Bouchard                      | France                                 | AG2R La Mondiale                       | 2                                      |
| 5e                                     | Harm Vanhoucke                         | Belgique                               | Lotto-Soudal                           | 1                                      |
| modifier                               |                                        |                                        |                                        |                                        |

| Sprint intermédiaire Galzignano Terme (km 155,2) | Sprint intermédiaire Galzignano Terme (km 155,2) | Sprint intermédiaire Galzignano Terme (km 155,2) | Sprint intermédiaire Galzignano Terme (km 155,2) | Sprint intermédiaire Galzignano Terme (km 155,2) |
| ------------------------------------------------ | ------------------------------------------------ | ------------------------------------------------ | ------------------------------------------------ | ------------------------------------------------ |
|                                                  | Coureur                                          | Pays                                             | Équipe                                           | Point(s)                                         |
| 1er                                              | Simon Pellaud                                    | Suisse                                           | Androni Giocattoli-Sidermec                      | 10                                               |
| 2e                                               | Lorenzo Rota                                     | Italie                                           | Vini Zabù-KTM                                    | 6                                                |
| 3e                                               | Geoffrey Bouchard                                | France                                           | AG2R La Mondiale                                 | 3                                                |
| 4e                                               | Simone Ravanelli                                 | Italie                                           | Androni Giocattoli-Sidermec                      | 2                                                |
| 5e                                               | Alessandro Tonelli                               | Italie                                           | Bardiani CSF Faizanè                             | 1                                                |
| modifier                                         |                                                  |                                                  |                                                  |                                                  |

### Bonifications
|   | Coureur            | Pays   | Équipe                      | Secondes |
| - | ------------------ | ------ | --------------------------- | -------- |
| 1 | Simon Pellaud      | Suisse | Androni Giocattoli-Sidermec | 3 s      |
| 2 | Lorenzo Rota       | Italie | Vini Zabù-KTM               | 2 s      |
| 3 | Alessandro Tonelli | Italie | Bardiani CSF Faizanè        | 1 s      |

|   | Coureur        | Pays     | Équipe                | Secondes |
| - | -------------- | -------- | --------------------- | -------- |
| 1 | Diego Ulissi   | Italie   | UAE Emirates          | 10 s     |
| 2 | João Almeida   | Portugal | Deceuninck-Quick Step | 6 s      |
| 3 | Patrick Konrad | Autriche | Bora-Hansgrohe        | 4 s      |

## Classements à l'issue de l'étape

### Classement général
| \| Classement général \| Classement général \| Classement général \| Classement général \| Classement général \| \| Coureur \| Coureur \| Pays \| Équipe \| Temps \| \| ------------------ \| ------------------ \| ------------------ \| --------------------- \| ------------------ \| \| 1er \| João Almeida \| Portugal \| Deceuninck-Quick Step \| 53 h 43 min 58 s \| \| 2e \| Wilco Kelderman \| Pays-Bas \| Team Sunweb \| + 40 s \| \| 3e \| Pello Bilbao \| Espagne \| Bahrain McLaren \| + 49 s \| \| 4e \| Domenico Pozzovivo \| Italie \| NTT Pro Cycling \| + 1 min 03 s \| \| 5e \| Vincenzo Nibali \| Italie \| Trek-Segafredo \| + 1 min 07 s \| \| 6e \| Patrick Konrad \| Autriche \| Bora-Hansgrohe \| + 1 min 17 s \| \| 7e \| Jai Hindley \| Australie \| Team Sunweb \| + 1 min 25 s \| \| 8e \| Rafał Majka \| Pologne \| Bora-Hansgrohe \| + 1 min 27 s \| \| 9e \| Fausto Masnada \| Italie \| Deceuninck-Quick Step \| + 1 min 42 s \| \| 10e \| Jakob Fuglsang \| Danemark \| Astana \| + 2 min 26 s \| |                    |           |                       |                  |
| |                    |           |                       |                  |
| Source : ProCyclingStats |                    |           |                       |                  |
| Classement général |                    |           |                       |                  |
| Coureur | Coureur            | Pays      | Équipe                | Temps            |
| 1er | João Almeida       | Portugal  | Deceuninck-Quick Step | 53 h 43 min 58 s |
| 2e | Wilco Kelderman    | Pays-Bas  | Team Sunweb           | + 40 s           |
| 3e | Pello Bilbao       | Espagne   | Bahrain McLaren       | + 49 s           |
| 4e | Domenico Pozzovivo | Italie    | NTT Pro Cycling       | + 1 min 03 s     |
| 5e | Vincenzo Nibali    | Italie    | Trek-Segafredo        | + 1 min 07 s     |
| 6e | Patrick Konrad     | Autriche  | Bora-Hansgrohe        | + 1 min 17 s     |
| 7e | Jai Hindley        | Australie | Team Sunweb           | + 1 min 25 s     |
| 8e | Rafał Majka        | Pologne   | Bora-Hansgrohe        | + 1 min 27 s     |
| 9e | Fausto Masnada     | Italie    | Deceuninck-Quick Step | + 1 min 42 s     |
| 10e | Jakob Fuglsang     | Danemark  | Astana                | + 2 min 26 s     |

| Classement par points | Classement par points | Classement par points | Classement par points       | Classement par points |
| Coureur               | Coureur               | Pays                  | Équipe                      | Points                |
| --------------------- | --------------------- | --------------------- | --------------------------- | --------------------- |
| 1er                   | Arnaud Démare         | France                | Groupama-FDJ                | 221 pts               |
| 2e                    | Peter Sagan           | Slovaquie             | Bora-Hansgrohe              | 184 pts               |
| 3e                    | João Almeida          | Portugal              | Deceuninck-Quick Step       | 78 pts                |
| 4e                    | Diego Ulissi          | Italie                | UAE Team Emirates           | 77 pts                |
| 5e                    | Filippo Ganna         | Italie                | Ineos Grenadiers            | 51 pts                |
| 6e                    | Patrick Konrad        | Autriche              | Bora-Hansgrohe              | 51 pts                |
| 7e                    | Simon Pellaud         | Suisse                | Androni Giocattoli-Sidermec | 50 pts                |
| 8e                    | Davide Ballerini      | Italie                | Deceuninck-Quick Step       | 40 pts                |
| 9e                    | Álvaro Hodeg          | Colombie              | Deceuninck-Quick Step       | 39 pts                |
| 10e                   | Andrea Vendrame       | Italie                | AG2R La Mondiale            | 37 pts                |

| Classement par points | Classement par points | Classement par points | Classement par points       | Classement par points |
| Coureur               | Coureur               | Pays                  | Équipe                      | Points                |
| --------------------- | --------------------- | --------------------- | --------------------------- | --------------------- |
| 1er                   | Arnaud Démare         | France                | Groupama-FDJ                | 221 pts               |
| 2e                    | Peter Sagan           | Slovaquie             | Bora-Hansgrohe              | 184 pts               |
| 3e                    | João Almeida          | Portugal              | Deceuninck-Quick Step       | 78 pts                |
| 4e                    | Diego Ulissi          | Italie                | UAE Team Emirates           | 77 pts                |
| 5e                    | Filippo Ganna         | Italie                | Ineos Grenadiers            | 51 pts                |
| 6e                    | Patrick Konrad        | Autriche              | Bora-Hansgrohe              | 51 pts                |
| 7e                    | Simon Pellaud         | Suisse                | Androni Giocattoli-Sidermec | 50 pts                |
| 8e                    | Davide Ballerini      | Italie                | Deceuninck-Quick Step       | 40 pts                |
| 9e                    | Álvaro Hodeg          | Colombie              | Deceuninck-Quick Step       | 39 pts                |
| 10e                   | Andrea Vendrame       | Italie                | AG2R La Mondiale            | 37 pts                |

| Classement de la montagne | Classement de la montagne | Classement de la montagne | Classement de la montagne   | Classement de la montagne |
| Coureur                   | Coureur                   | Pays                      | Équipe                      | Points                    |
| ------------------------- | ------------------------- | ------------------------- | --------------------------- | ------------------------- |
| 1er                       | Ruben Guerreiro           | Portugal                  | EF Pro Cycling              | 87 pts                    |
| 2e                        | Giovanni Visconti         | Italie                    | Vini Zabù-Brado-KTM         | 76 pts                    |
| 3e                        | Filippo Ganna             | Italie                    | Ineos Grenadiers            | 45 pts                    |
| 4e                        | Jonathan Castroviejo      | Espagne                   | Ineos Grenadiers            | 45 pts                    |
| 5e                        | Jonathan Caicedo          | Équateur                  | EF Pro Cycling              | 40 pts                    |
| 6e                        | Simon Pellaud             | Suisse                    | Androni Giocattoli-Sidermec | 39 pts                    |
| 7e                        | Matthew Holmes            | Royaume-Uni               | Lotto-Soudal                | 20 pts                    |
| 8e                        | Domenico Pozzovivo        | Italie                    | NTT Pro Cycling             | 20 pts                    |
| 9e                        | Lawrence Warbasse         | États-Unis                | AG2R La Mondiale            | 20 pts                    |
| 10e                       | Kilian Frankiny           | Suisse                    | Groupama-FDJ                | 20 pts                    |

| Classement de la montagne | Classement de la montagne | Classement de la montagne | Classement de la montagne   | Classement de la montagne |
| Coureur                   | Coureur                   | Pays                      | Équipe                      | Points                    |
| ------------------------- | ------------------------- | ------------------------- | --------------------------- | ------------------------- |
| 1er                       | Ruben Guerreiro           | Portugal                  | EF Pro Cycling              | 87 pts                    |
| 2e                        | Giovanni Visconti         | Italie                    | Vini Zabù-Brado-KTM         | 76 pts                    |
| 3e                        | Filippo Ganna             | Italie                    | Ineos Grenadiers            | 45 pts                    |
| 4e                        | Jonathan Castroviejo      | Espagne                   | Ineos Grenadiers            | 45 pts                    |
| 5e                        | Jonathan Caicedo          | Équateur                  | EF Pro Cycling              | 40 pts                    |
| 6e                        | Simon Pellaud             | Suisse                    | Androni Giocattoli-Sidermec | 39 pts                    |
| 7e                        | Matthew Holmes            | Royaume-Uni               | Lotto-Soudal                | 20 pts                    |
| 8e                        | Domenico Pozzovivo        | Italie                    | NTT Pro Cycling             | 20 pts                    |
| 9e                        | Lawrence Warbasse         | États-Unis                | AG2R La Mondiale            | 20 pts                    |
| 10e                       | Kilian Frankiny           | Suisse                    | Groupama-FDJ                | 20 pts                    |

| Classement du meilleur jeune | Classement du meilleur jeune | Classement du meilleur jeune | Classement du meilleur jeune | Classement du meilleur jeune |
| Coureur                      | Coureur                      | Pays                         | Équipe                       | Temps                        |
| ---------------------------- | ---------------------------- | ---------------------------- | ---------------------------- | ---------------------------- |
| 1er                          | João Almeida                 | Portugal                     | Deceuninck-Quick Step        | 53 h 43 min 58 s             |
| 2e                           | Jai Hindley                  | Australie                    | Team Sunweb                  | + 1 min 25 s                 |
| 3e                           | Brandon McNulty              | États-Unis                   | UAE Team Emirates            | + 2 min 45 s                 |
| 4e                           | Tao Geoghegan Hart           | Royaume-Uni                  | Ineos Grenadiers             | + 2 min 51 s                 |
| 5e                           | James Knox                   | Royaume-Uni                  | Deceuninck-Quick Step        | + 6 min 02 s                 |
| 6e                           | Sergio Samitier              | Espagne                      | Movistar Team                | + 8 min 49 s                 |
| 7e                           | Aurélien Paret-Peintre       | France                       | AG2R La Mondiale             | + 19 min 49 s                |
| 8e                           | Sam Oomen                    | Pays-Bas                     | Team Sunweb                  | + 23 min 36 s                |
| 9e                           | Matteo Fabbro                | Italie                       | Bora-Hansgrohe               | + 23 min 51 s                |
| 10e                          | Attila Valter                | Hongrie                      | CCC Team                     | + 25 min 23 s                |

| Classement du meilleur jeune | Classement du meilleur jeune | Classement du meilleur jeune | Classement du meilleur jeune | Classement du meilleur jeune |
| Coureur                      | Coureur                      | Pays                         | Équipe                       | Temps                        |
| ---------------------------- | ---------------------------- | ---------------------------- | ---------------------------- | ---------------------------- |
| 1er                          | João Almeida                 | Portugal                     | Deceuninck-Quick Step        | 53 h 43 min 58 s             |
| 2e                           | Jai Hindley                  | Australie                    | Team Sunweb                  | + 1 min 25 s                 |
| 3e                           | Brandon McNulty              | États-Unis                   | UAE Team Emirates            | + 2 min 45 s                 |
| 4e                           | Tao Geoghegan Hart           | Royaume-Uni                  | Ineos Grenadiers             | + 2 min 51 s                 |
| 5e                           | James Knox                   | Royaume-Uni                  | Deceuninck-Quick Step        | + 6 min 02 s                 |
| 6e                           | Sergio Samitier              | Espagne                      | Movistar Team                | + 8 min 49 s                 |
| 7e                           | Aurélien Paret-Peintre       | France                       | AG2R La Mondiale             | + 19 min 49 s                |
| 8e                           | Sam Oomen                    | Pays-Bas                     | Team Sunweb                  | + 23 min 36 s                |
| 9e                           | Matteo Fabbro                | Italie                       | Bora-Hansgrohe               | + 23 min 51 s                |
| 10e                          | Attila Valter                | Hongrie                      | CCC Team                     | + 25 min 23 s                |

| Classement par équipes | Classement par équipes | Classement par équipes | Classement par équipes |
| Équipe                 | Équipe                 | Pays                   | Temps                  |
| ---------------------- | ---------------------- | ---------------------- | ---------------------- |
| 1re                    | Ineos Grenadiers       | Royaume-Uni            | 61 h 11 min 31 s       |
| 2e                     | Deceuninck-Quick Step  | Belgique               | + 7 min 12 s           |
| 3e                     | Team Sunweb            | Allemagne              | + 8 min 35 s           |
| 4e                     | Bora-Hansgrohe         | Allemagne              | + 17 min 05 s          |
| 5e                     | Bahrain McLaren        | Bahreïn                | + 34 min 55 s          |
| 6e                     | Movistar Team          | Espagne                | + 39 min 48 s          |
| 7e                     | Trek-Segafredo         | États-Unis             | + 43 min 53 s          |
| 8e                     | Astana                 | Kazakhstan             | + 55 min 30 s          |
| 9e                     | CCC Team               | Pologne                | + 1 h 03 min 06 s      |
| 10e                    | UAE Team Emirates      | Émirats arabes unis    | + 1 h 10 min 51 s      |

| Classement par équipes | Classement par équipes | Classement par équipes | Classement par équipes |
| Équipe                 | Équipe                 | Pays                   | Temps                  |
| ---------------------- | ---------------------- | ---------------------- | ---------------------- |
| 1re                    | Ineos Grenadiers       | Royaume-Uni            | 61 h 11 min 31 s       |
| 2e                     | Deceuninck-Quick Step  | Belgique               | + 7 min 12 s           |
| 3e                     | Team Sunweb            | Allemagne              | + 8 min 35 s           |
| 4e                     | Bora-Hansgrohe         | Allemagne              | + 17 min 05 s          |
| 5e                     | Bahrain McLaren        | Bahreïn                | + 34 min 55 s          |
| 6e                     | Movistar Team          | Espagne                | + 39 min 48 s          |
| 7e                     | Trek-Segafredo         | États-Unis             | + 43 min 53 s          |
| 8e                     | Astana                 | Kazakhstan             | + 55 min 30 s          |
| 9e                     | CCC Team               | Pologne                | + 1 h 03 min 06 s      |
| 10e                    | UAE Team Emirates      | Émirats arabes unis    | + 1 h 10 min 51 s      |

## Abandons
Aucun abandon